# کراش (آلبوم بون جووی)
«کراش» یک آلبوم از بون جووی است که در  ۱۳ ژوئن ۲۰۰۰ منتشر شد.